# Zástavní pán
Zástavní pán (německy Pfandherr  byl příslušník z řad šlechty, který jako věřitel půjčoval peníze lennímu pánovi nebo knížeti či králi a císaři nebo jinému suverénnímu vladaři a zeměpánovi v lenní hierarchii výše postavenému. 
Zástavní pán jako zástavní jistotu získal k užívání některý majetek dlužníka, nejčastěji (relativně) samostatné panství (území), tzv. zástavní panství (německy Pfandherrschaft). Užívání zahrnovalo všechna obvyklá práva a příjmy jako daně, cla, právo lesnické, lovecké či rybářské apod. Zástava zůstala stále v držení původního vlastníka a mohla být zrušena výpovědí zástavní smlouvy a navrácením půjčených peněz (nejčastěji s úrokem) být vykoupena zpět. Jelikož majitel léna nebo kníže byl společensky značně výše postavený, stávalo se také, že kvůli momentálnímu nedostatku peněz byly části zástavní sumy nebo dluh uhrazeny ve splátkách.